# (764) Гедания
(764) Гедания (лат. Gedania) — астероид главного пояса, который принадлежит спектральному классу C. Он был открыт 26 сентября 1913 года немецким астрономом Францем Кайзером в Гейдельбергской обсерватории и назван в честь польского города Гданьск.